# Дереч, Дмитрий Григорьевич
Дмитрий Григорьевич Дереч (укр. Дмитро Григорович Дереч; 24 сентября 1914, Решетиловка, Полтавская губерния — 28 мая 2007, Винница) — советский и украинский прозаик, драматург, переводчик, журналист, член Союза писателей Украины.

## Биография
Родился в бедной крестьянской семье. После окончания школы поступил в ФЗУ, потом работал слесарем. В 1935 году — студент института механизации и электрификации сельского хозяйства в Харькове, после окончания которого сразу был призван в армию.
Участник Великой Отечественной войны. Прошёл путь от рядового до инженера-капитана инженерно-дорожных войск.
После демобилизации в 1946 году поселился во Львове. Окончил Львовский университет. Работал в издательстве и редакции газеты «Вільна Україна», затем на радио, специальным корреспондентом газеты «Советская Украина» (укр. «Радянська Україна») по западным областям, корреспондентом Укррадио — сначала по Львовской, а с осени 1959 года по Винницкой областях. С февраля 1971 года был одним из основателей и первым руководителем Винницкой писательской организации, более 30 лет работал корреспондентом Украинского радио в Винницкой области. — ответственный её секретарь. С осени 1974 года — на пенсии.

## Литературное творчество
Первый литературный опыт Д. Г. Дереча — участие в литературном конкурсе Харьковщины в 1940 году, в котором его рассказ «Обычные люди» (на русском языке) был отмечен третьей премией. Автор романов, повестей, сборников очерков, новелл, рассказов, пьес.

## Избранная библиография
- романы
  - «Професор Жупанський»
  - «Психологія злочину»
- пьесы
  - для детей «Старе добро не забувай» (поставлена Винницким театром кукол)
  - «Після довгої ночі»
  - «Балада про Ярослава Галана»
- повести
  - «Крізь тенета» (1957)
  - «Про хлопця звичайного» (1967)
  - «Зелений хміль» (1973)
  - «Світанкові роси» (1975)
  - «Від Орші до Німану» (1990)
- сборники рассказов и новелл
  - «Ясні шляхи» (1951)
  - «Трави пахнуть медом» (1964)
  - «Дві зустрічі» (1982)
  - «Зіниця ока» (1987)
  - «Тайна старого гуцула» (1989)

Д. Дереч — автор более 1100 статей, очерков, рецензий, корреспонденций, репортажей, памфлетов опубликованных в журналах, газетах и переданных по радио.
Член Союза писателей Украины с 1953 года. Был членом редколлегии газеты «Винницкая правда».

## Переводы
В переводе на украинский язык Д. Дереча отдельными изданиями выходили повести русского писателя Г. Бакланова «Пядь земли» и «Навеки — девятнадцатилетние», «Великий русский лётчик П. Нестеров» (автор В. Фёдоров), сборник рассказов для детей осетинского писателя Тазе Бесаева «Отцовское завещание» (в соавторстве).
Д. Дереч — популяризатор кабардинской и балкарской литературы на Украине. В его переводе вышли повести Адама Шогенцукова «Весна Софият» (1975) и Х. Теунова «Аслан» (1980), а также роман «Род Шогемоковых». Занимался переводами произведений кабардинских и балкарских писателей для различных сборников, газет и радио.